# Хэмилтон, Энтони (боец)
Э́нтони Хэ́милтон (англ. Anthony Hamilton; 14 апреля 1980, Кент) — американский боец смешанного стиля, представитель тяжёлой весовой категории. Выступает на профессиональном уровне начиная с 2010 года, известен по участию в турнирах таких бойцовских организаций как UFC и MFC, владел титулом чемпиона MFC в тяжёлом весе.
В данный момент выступает в EFC

## Биография
Энтони Хэмилтон родился 14 апреля 1980 года в городе Кент, штат Вашингтон. В детстве занимался борьбой, играл в футбол. Поступив в высшее учебное заведение Highline College, состоял в студенческой команде по борьбе — неоднократно побеждал на университетских соревнованиях, получил статус всеамериканского спортсмена. В какой то момент увлёкся смешанными единоборствами, первое время выступал на любительском уровне и не знал поражений. Кроме того, со временем освоил бразильское джиу-джитсу, удостоившись в этой дисциплине коричневого пояса.
Дебютировал в ММА на профессиональном уровне в октябре 2010 года, победив своего первого соперника единогласным решением судей. Дрался преимущественно в местных вашингтонских промоушенах CageSport и Rumble on the Ridge. Первое в карьере поражение потерпел в феврале 2012 года в Лас-Вегасе — нокаутом от соотечественника Уолта Харриса. Следующий бой, против немецко-бразильского бойца Фабиану Шернера тоже проиграл — уже в первом же раунде попался в «ручной треугольник» и вынужден был сдаться.
Несмотря на два поражения подряд, Хэмилтон продолжил активно выступать на различных турнирах, в частности завоевал и защитил титул чемпиона CageSport в тяжёлой весовой категории. В конце 2013 года присоединился к канадскому промоушену Maximum Fighting Championship, провёл здесь два боя, стал чемпионом и успешно защитил полученный чемпионский пояс.
Имея в послужном списке двенадцать побед и только два поражения, в 2014 году Энтони Хэмилтон привлёк к себе внимание крупнейшей американской организации Ultimate Fighting Championship и вскоре после подписания контракта дебютировал здесь, встретившись с россиянином Алексеем Олейником — уже в первом раунде Олейник успешно провёл болевой приём на шею и вынудил американца сдаться. В дальнейшем Хэмилтон чередовал победы с поражениями — выиграв техническим нокаутом у представителя Южной Африки Руана Поттса, он затем сам оказался в нокауте в поединке с соотечественником Тоддом Даффи. В 2015 году провёл один единственный бой, победил единогласным судейским решением поляка Данеля Омеляньчука. Должен был также драться со знаменитым хорватом Мирко Филиповичем, но тот провалил допинг-тест и объявил о завершении карьеры.
В 2016 году единогласным решением уступил россиянину Шамилю Абдурахимову, позже на UFC 201 уже на четырнадцатой секунде первого раунда нокаутировал поляка Дамиана Грабовского.

## Статистика в профессиональном ММА
| Боёв 24  | Побед 15 | Поражений 9 |
| -------- | -------- | ----------- |
| Нокаутом | 8        | 4           |
| Сдачей   | 1        | 3           |
| Решением | 6        | 2           |

| Результат | Рекорд | Соперник           | Способ                     | Турнир                                      | Дата             | Раунд | Время | Место             | Примечание                                 |
| --------- | ------ | ------------------ | -------------------------- | ------------------------------------------- | ---------------- | ----- | ----- | ----------------- | ------------------------------------------ |
| Поражение | 15-9   | Адам Вечорек       | Единогласное решение       | UFC Fight Night: Werdum vs. Tybura          | 19 ноября 2017   | 3     | 5:00  | Сидней, Австралия |                                            |
| Поражение | 15-8   | Дэниел Спитц       | TKO (удары руками)         | UFC Fight Night: Rockhold vs. Branch        | 16 сентября 2017 | 1     | 0:24  | Питтсбург, США    |                                            |
| Поражение | 15-7   | Марсел Фортуна     | KO (удар рукой)            | UFC Fight Night: Bermudez vs. Korean Zombie | 4 февраля 2017   | 1     | 3:10  | Хьюстон, США      |                                            |
| Поражение | 15-6   | Франсис Нганну     | Сдача (кимура)             | UFC Fight Night: Lewis vs. Abdurakhimov     | 9 декабря 2016   | 1     | 1:57  | Олбани, США       |                                            |
| Победа    | 15-5   | Дамиан Грабовский  | KO (удары руками)          | UFC 201                                     | 30 июля 2016     | 1     | 0:14  | Атланта, США      |                                            |
| Поражение | 14-5   | Шамиль Абдурахимов | Единогласное решение       | UFC Fight Night: Cowboy vs. Cowboy          | 21 февраля 2016  | 3     | 5:00  | Питтсбург, США    |                                            |
| Победа    | 14-4   | Данель Омеляньчук  | Единогласное решение       | UFC Fight Night: Gonzaga vs. Cro Cop 2      | 11 апреля 2015   | 3     | 5:00  | Краков, Польша    |                                            |
| Поражение | 13-4   | Тодд Даффи         | KO (удар рукой)            | UFC 181                                     | 6 декабря 2014   | 1     | 0:33  | Лас-Вегас, США    |                                            |
| Победа    | 13-3   | Руан Поттс         | TKO (удары в корпус)       | UFC 177                                     | 30 августа 2014  | 2     | 4:17  | Сакраменто, США   |                                            |
| Поражение | 12-3   | Алексей Олейник    | Сдача (замок головы)       | UFC Fight Night: Swanson vs. Stephens       | 28 июня 2014     | 1     | 2:18  | Сан-Антонио, США  |                                            |
| Победа    | 12-2   | Деррилл Шуновер    | Единогласное решение       | MFC 39: No Remorse                          | 17 января 2014   | 5     | 5:00  | Эдмонтон, Канада  | Защитил титул чемпиона MFC в тяжёлом весе. |
| Победа    | 11-2   | Смеалинью Рама     | KO (ногой в голову)        | MFC 38: Behind Enemy Lines                  | 4 октября 2013   | 2     | 0:12  | Эдмонтон, Канада  | Выиграл титул чемпиона MFC в тяжёлом весе. |
| Победа    | 10-2   | Мэтт Ковач         | TKO (удары руками)         | CageSport 26                                | 24 августа 2013  | 1     | 2:14  | Такома, США       | Защитил титул чемпиона CS в тяжёлом весе.  |
| Победа    | 9-2    | Уилл Корчейн       | Сдача (рычаг локтя)        | Rumble on the Ridge 27                      | 16 марта 2013    | 1     | 1:37  | Сноквалми, США    |                                            |
| Победа    | 8-2    | Билл Уидлер        | TKO (удары руками)         | CageSport 22                                | 1 декабря 2012   | 1     | 0:38  | Файф, США         | Выиграл титул чемпиона CS в тяжёлом весе.  |
| Победа    | 7-2    | Майк Ридделл       | KO (удар рукой)            | Rumble on the Ridge 26                      | 3 ноября 2012    | 1     | 0:07  | Сноквалми, США    |                                            |
| Поражение | 6-2    | Фабиану Шернер     | Сдача (треугольник руками) | SportFight 31: Battle at the Bay 2          | 4 августа 2012   | 1     | 2:02  | Мансон, США       |                                            |
| Поражение | 6-1    | Уолт Харрис        | KO (удары руками)          | SCC 4: Grove vs. Silva                      | 16 февраля 2012  | 1     | 1:15  | Лас-Вегас, США    |                                            |
| Победа    | 6-0    | Мэтт Ковач         | TKO (удары руками)         | Rumble on the Ridge 21                      | 10 декабря 2011  | 2     | N/A   | Сноквалми, США    |                                            |
| Победа    | 5-0    | Рэт Кайрус         | Единогласное решение       | Rumble on the Ridge 20                      | 15 октября 2011  | 3     | 5:00  | Сноквалми, США    |                                            |
| Победа    | 4-0    | Джош Беннетт       | TKO (удары руками)         | Rumble on the Ridge 19                      | 27 августа 2011  | 3     | 3:33  | Сноквалми, США    |                                            |
| Победа    | 3-0    | Хесус Родригес     | Единогласное решение       | Rumble on the Ridge 18                      | 14 мая 2011      | 3     | 5:00  | Сноквалми, США    |                                            |
| Победа    | 2-0    | Джаред Торгесон    | Единогласное решение       | CageSport 13                                | 19 февраля 2011  | 3     | 5:00  | Такома, США       |                                            |
| Победа    | 1-0    | Кайл Уэлч          | Единогласное решение       | CageSport 12                                | 2 октября 2010   | 3     | 5:00  | Такома, США       |                                            |